# Peru (Illinois)
Peru és una població dels Estats Units a l'estat d'Illinois. Segons el cens del 2000 tenia 9.835 habitants.

## Fills il·lustres
- Maud Powell (1867-1902), virtuosa violinista.

## Demografia
Segons el cens del 2000, Peru tenia 9.835 habitants, 4.143 habitatges, i 2.672 famílies. La densitat de població era de 639,3 habitants/km².
Dels 4.143 habitatges en un 27,3% hi vivien nens de menys de 18 anys, en un 53,7% hi vivien parelles casades, en un 7,9% dones solteres, i en un 35,5% no eren unitats familiars. En el 31,5% dels habitatges hi vivien persones soles el 15,5% de les quals corresponia a persones de 65 anys o més que vivien soles. El nombre mitjà de persones vivint en cada habitatge era de 2,33 i el nombre mitjà de persones que vivien en cada família era de 2,93.
Per edats la població es repartia de la següent manera: un 22% tenia menys de 18 anys, un 7,5% entre 18 i 24, un 27,3% entre 25 i 44, un 21,9% de 45 a 60 i un 21,4% 65 anys o més.
L'edat mediana era de 41 anys. Per cada 100 dones de 18 o més anys hi havia 87,9 homes.
La renda mediana per habitatge era de 37.060 $ i la renda mediana per família de 48.180 $. Els homes tenien una renda mediana de 39.722 $ mentre que les dones 21.961 $. La renda per capita de la població era de 20.658 $. Aproximadament el 4,8% de les famílies i el 7,5% de la població estaven per davall del llindar de pobresa.

## Poblacions més properes
El següent diagrama mostra les poblacions més properes.